# Masakazu Kihara
Masakazu Kihara (japanisch 木原 正和 Kihara Masakazu; * 19. April 1987 in der Präfektur Yamaguchi) ist ein japanischer Fußballspieler.

## Karriere
Kihara erlernte das Fußballspielen in der Universitätsmannschaft der Hannan-Universität. Seinen ersten Vertrag unterschrieb er 2010 bei Omiya Ardija. Der Verein spielte in der höchsten Liga des Landes, der J1 League. 2012 wechselte er zum Zweitligisten Avispa Fukuoka. Für den Verein absolvierte er 24 Ligaspiele. 2014 ging er nach Kambodscha. Hier schloss er sich Cambodian Tiger an. Seit 2017 ist er vertrags- und vereinslos.